# Lineas

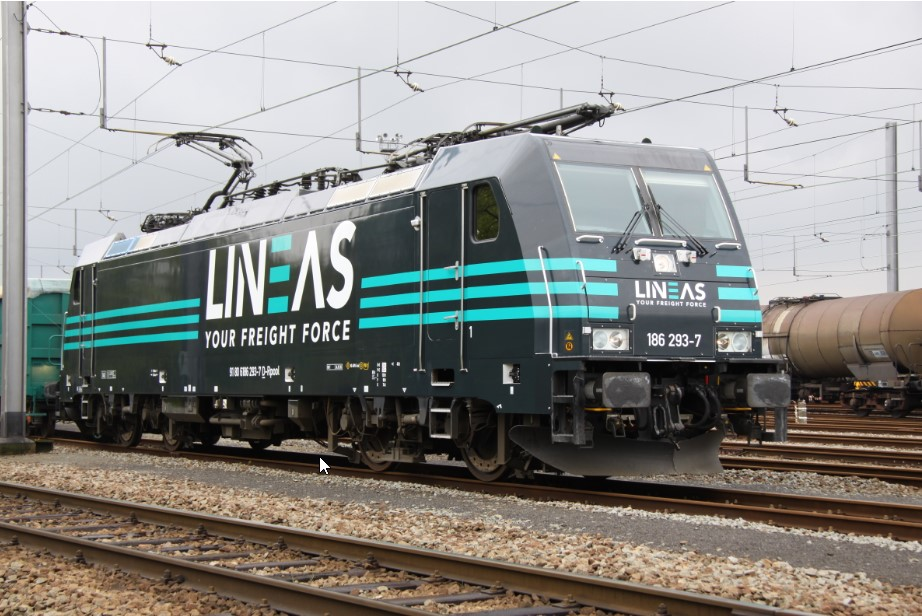
Bombardier Electric Traxx 28

Lineas mit Hauptsitz in Belgien und Niederlassungen in Deutschland, Frankreich, Italien, den Niederlanden und Spanien ist das größte private Schienengüterverkehrsunternehmen in Europa. 2014 führte Lineas das Green Xpress Network (GXN) mit 23 Schienenverbindungen zwischen europäischen Bahnhöfen ein. Bei GXN werden verschiedene Frachtarten zu einem Zug kombiniert. Die Société Fédérale de Participations et d’Investissement besitzt 10 % der Anteile, die Private-Equity-Gruppe Argos Wityu und das Management von Lineas halten zusammen die restlichen 90 %

## Entwicklung
2005 genehmigte die Europäische Union die Liberalisierung des Schienenverkehrs. In Belgien erhielt die Nationale Gesellschaft der Belgischen Eisenbahnen (NMBS/SNCB) nach dieser Entscheidung eine neue Struktur: die NMBS/SNCB-Gruppe, bestehend aus drei Unternehmen: NMBS/SNCB, Infrabel und NMBS/SNCB-Holding. Bis 2011 war das Schienenfrachtgeschäft ein Geschäftsbereich der NMBS/SNCB, der unter dem Namen B-Cargo operierte. Unter der NMBS/SNCB fuhr der Geschäftsbereich B-Cargo Verluste ein. 2011 wurde B-Cargo ein Tochterunternehmen der NMBS/SNCB, NMBS/SNCB Logistics. Die Privatisierung erfolgte 2015 unter dem Namen B Logistics mit Investitionen der unabhängigen Private-Equity-Gruppe Argos Wityu. Vor der Privatisierung arbeitete das Unternehmen mit Verlust, danach wuchs die Rentabilität. 2017 wurde B Logistics in Lineas umfirmiert; das Unternehmen wollte somit seine Vorhaben für ganz Europa deutlich machen und sich von seiner Vergangenheit als staatliches Unternehmen distanzieren. Es gilt als der größte privat gehaltenes Unternehmen im europäischen Schienengüterverkehr.

## Leistungsangebot
Ziel ist nach eigener Aussage die Realisierung eines „Modal Shift“ in Europa, also einer Verlagerung des Güterverkehrs von der Straße auf die Schiene. Lineas bietet Produkte und Dienstleistungen für den Gütertransport in Europa an. Dazu gehören Logistikdienste, wie Abhol- und Lieferdienste für die erste bzw. letzte Meile auf der Schiene, per Lkw oder Binnenschiff sowie GXN Langstrecke. Andere angebotene Dienstleistungen sind Wartung, Flottenmanagement, Flottenberatung, Vermietung von Güterwagen und Lokomotiven, Picking, Technologie und Schulung. Das Beförderungsangebot beinhaltet Ganzzüge, einzelne Wageneinheiten (Mischverkehr), intermodale Units, Paletten, Sondertransporte und das Green Xpress Network. Mit dem GXN stehen 23 Schienenverbindungen zwischen europäischen Wirtschaftszentren zur Verfügung. GXN stellt verschiedene Frachtarten mit großem und kleinem Volumen zu einem Zug zusammen.

### Flotte
Lineas verfügt über mehrere Lokomotivtypen, sowohl mit Elektro- als auch mit Dieselantrieb. Bei den elektrischen Lokomotiven handelt es sich zum größten Teil um die HLE 13 und die HLE 28. Die meisten Diesellokomotiven sind vom Typ Class 66, MaK G1206 und HLR 77/78. Die Flotte von Lineas umfasst über 7000 Güterwagen und 250 Lokomotiven.

#### Güterwagen

##### Stahlwagen

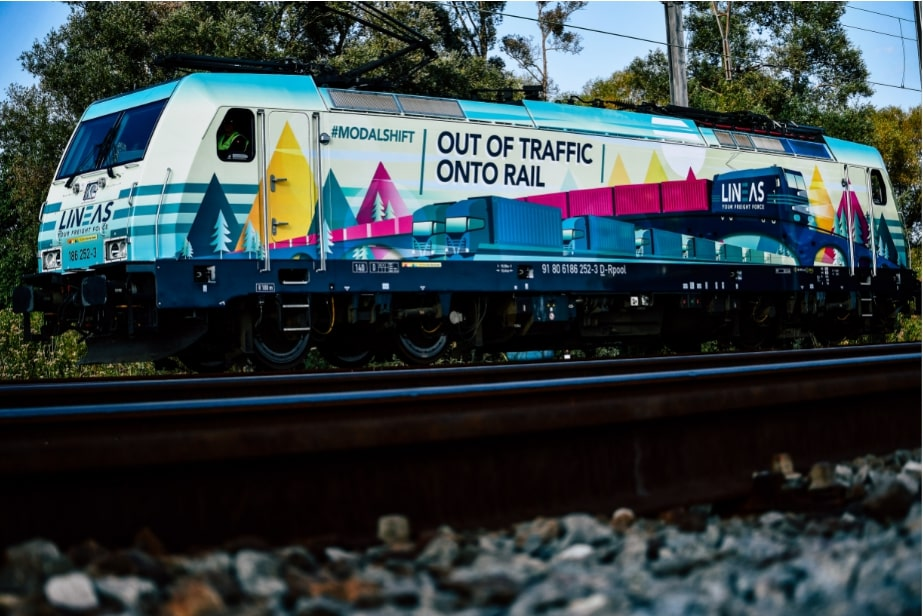
Bombardier Electric Traxx 29 von Bombardier im Antwerpener Hafen

- Shimm(n)s for cold coils
- Shimm(n)s for hot coils
- Remms for slabs

##### Schüttgutwagen
- Tads for limestone
- Fal(n)s for coal
- Eaos & Fas for scrap

##### Intermodal / Container Wagen
- Lgnss 40’
- Sgnss 60’
- Sggnss 72’
- Sggrss 80’

#### Lokomotiven
- Alstom Electric Typ 13 (BFLU)
- Bombardier Electric Traxx (DABNL)
- Bombardier Electric Traxx (DBF)
- EMD Diesel Class 66 (DBNL)
- Siemens – Vossloh Diesel Typ 77 (DBNL)
- Alstom Diesel BB 75000 (F)
- Alstom Electric BB 27000 (F)
- Vossloh Diesel G1206

## Organisation
Lineas beschäftigt mehr als 2100 Menschen.
Der Vorstand setzt sich zusammen aus CEO Erik van Ockenburg, Anne Grandjean (Public Affairs & Communication), Alban François (Operations), Luc Pirenne (Sales), Jan Luyten (HR) und Mark Geuens (Data & Innovation).

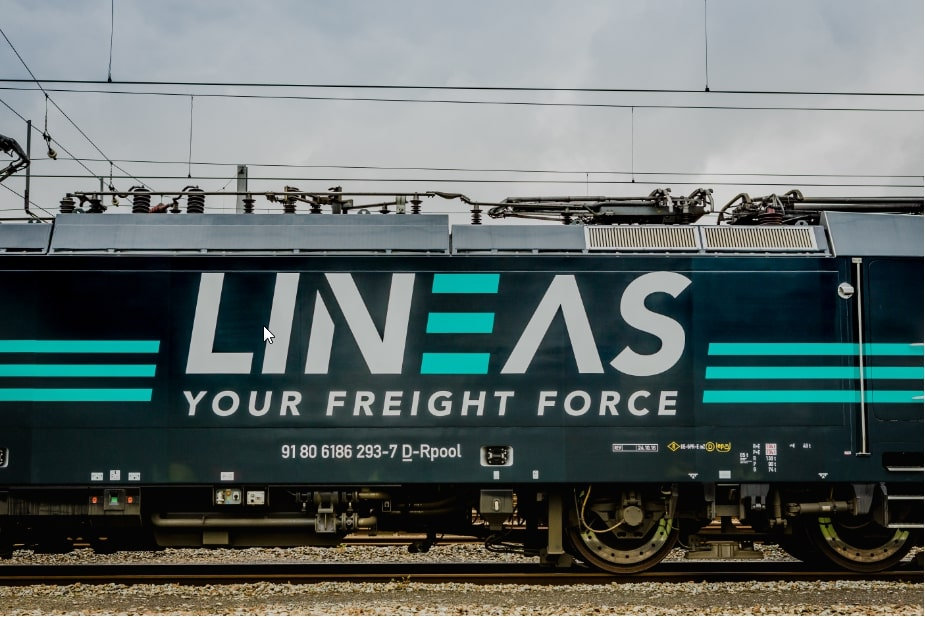
Lineas-Lokomotive

Im Juni 2020 wurde Lineas mit der Voka Sustainable Business Charter (VCDO) ausgezeichnet. Anlässlich dieser Charter erhielt das Unternehmen im Oktober 2020 als erstes belgisches Transportunternehmen das United Nations Institute for Training and Research (UNITAR) SDG Pionier-Zertifikat. Lineas wurde von den Vereinten Nationen auch zum Sustainable Development Goals (SDG) Pioneer für nachhaltige Entwicklung ernannt.
2019 verdoppelte Lineas die Zugkapazität von und nach Antwerpen, um die Auswirkungen der Bauarbeiten an der Oosterweel-Verbindung auf die Mobilität in Belgien zu mildern. Das Schienengüterverkehrsunternehmen nimmt derzeit 5300 Container pro Woche aus dem Antwerpener Straßenverkehr heraus (im Vergleich zu 2600 vorher).
2020 wurde Geert Pauwels mit dem European Railway Award ausgezeichnet. Er erhielt diesen Preis für die Umwandlung einer verlustbringenden Sparte der belgischen Eisenbahnen in ein profitables privates Schienengüterverkehrsunternehmen.
Am 9. April 2020 enthüllte Lineas im Antwerpener Hafen eine weiße Lokomotive, die sogenannte „Heroes Loc“, und würdigte damit die Helden im Kampf gegen das neue Corona-Virus. Aber auch auf die durch das Virus entstandenen Probleme im eigenen Sektor sollte damit hingewiesen werden.

## Aktivitäten in Europa
Lineas unterhält Niederlassungen in Belgien, Deutschland, Frankreich, Italien, den Niederlanden und Spanien. Daneben ist das Unternehmen auch in Liechtenstein, Österreich, Polen, Rumänien, der Slowakei, Tschechien, Schweden und der Schweiz aktiv. In Belgien gibt es tägliche Schienenverbindungen zwischen Antwerpen, Genk, Gent, La Louvière, Lüttich und Zeebrugge. Auf europäischer Ebene ist Lineas der größte private Güterverkehrsbetreiber auf der Schiene. Das Unternehmen baut sein internationales Netz und Green Xpress Network mit gemischten herkömmlichen und intermodalen Verbindungen sowie Ganzzügen für Unternehmen aus.

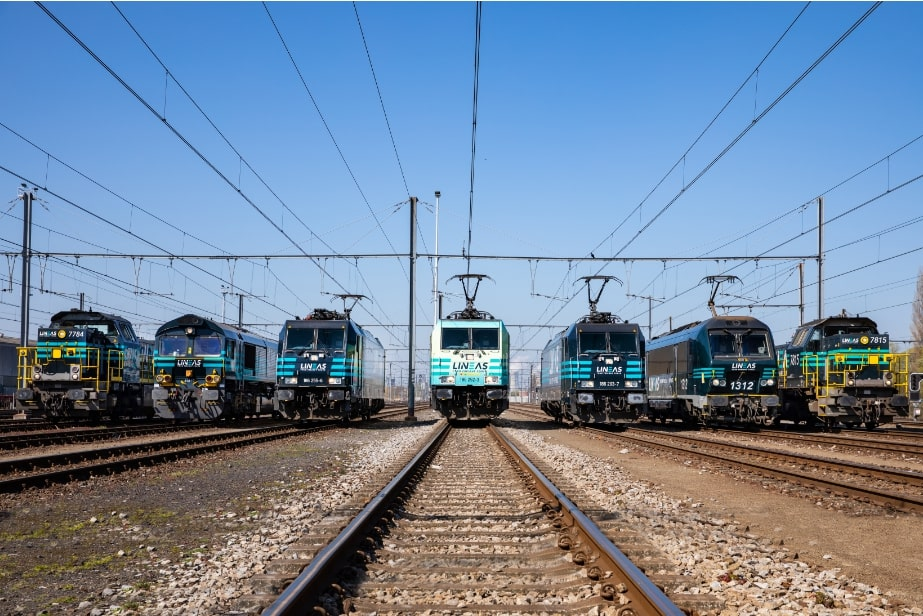
Lineas-Lokomotiven

Lineas ist Mitglied in  den Interessenverbänden Rail Freight Forward, Belgian Rail Freight Forum, Fret Ferroviaire Français du Futur (4F), Die Güterbahnen und European Rail Freight Association (ERFA).